# Джаред Даймонд
Джаред Мейсон Даймонд (англ. Jared Mason Diamond, нар. 10 вересня 1937, Бостон, Массачусетс, США) — американський еволюційний біолог, фізіолог і біогеограф. Нині працює викладачем географії та фізіології в Каліфорнійському університеті Лос-Анджелеса. Найвідоміший своєю книгою «Зброя, мікроби і харч: Витоки нерівностей між народами» (англ. Guns, Germs, and Steel: The Fates of Human Societies), у якій розглянув найзагальніші процеси та наслідки історії людства. За цю книгу нагороджений Пулітцерівською премією, а також премією почесного товариства «Фіта Бета Каппа» в галузі науки.

## Біографія
Джаред Даймонд народився в Бостоні в родині польсько-єврейського походження. Його батько був лікарем, а мати — викладачем, музикантом і лінгвістом. По закінченню Латинської школи Роксбері — найдавнішої в Північній Америці — Даймонд отримав ступінь бакалавра 1958 року від Гарвардського університету, а докторський ступінь — в 1961 року в Кембриджі в галузі фізіології та мембранної біофізики. Протягом 1962—1966 року працював асистентом у Гарварді, а потім отримав викладацьку посаду з фізіології при Медичній школи Каліфорнійського університету в Лос-Анджелесі. В цей час він зацікавився іншими галузями науки — екологією та орнітологією, зокрема еволюцією птахів Нової Гвінеї. Відтоді він неодноразово із дослідницькими цілями відвідував Нову Ґвінею та суміжні острови. Будучи вже п'ятдесятилітнім, Даймонд поступово розвинув третій напрям своєї кар'єри — історію довкілля.

## Праці

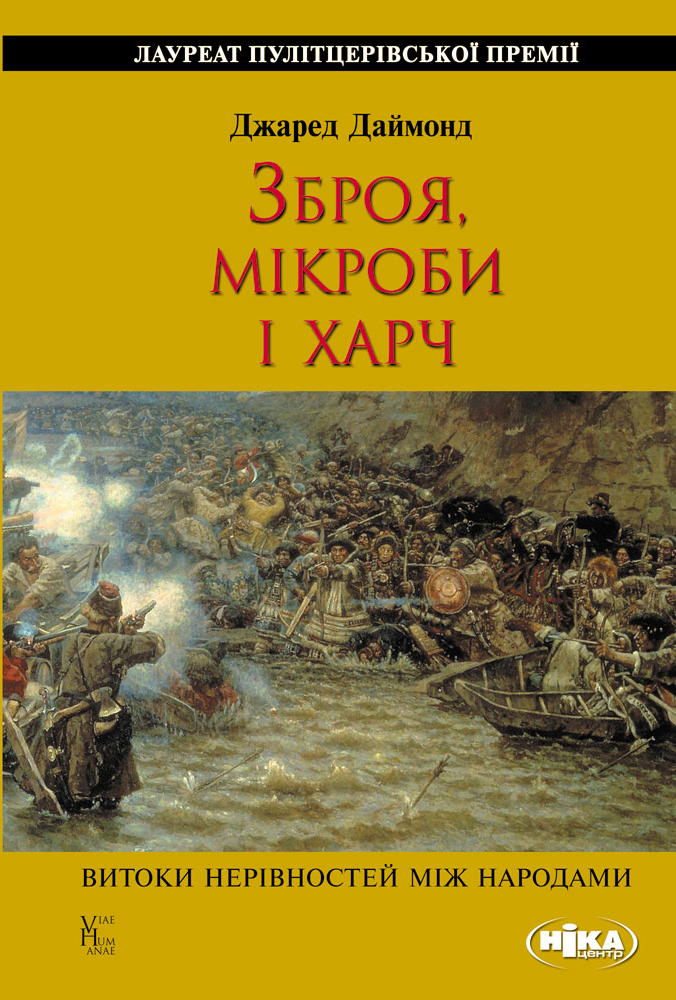
Обкладинка українського видання книжки Джареда Даймонда «Зброя, мікроби і харч: Витоки нерівностей між народами»

Джеред Даймонд — автор багатьох науково-популярних книг, у яких поєднуються антропологія, біологія, екологія, географія, лінгвістика, генетика та історія.
Найвідоміша його книга — «Зброя, мікроби і харч: Витоки нерівностей між народами» (англ. Guns, Germs, and Steel: The Fates of Human Societies), видана 1997 року і нагороджена 1997 року премією товариства «Фіта бета каппа», 1998 року — Пулітцерівською премією та премією «Авентіс» британського Королівського товариства. У цій книзі автор намагається пояснити причини найзначніших нерівностей розвитку в сучасному світі наслідками переважно екологічних і географічних чинників, які справили найбільший вплив на стартові позиції різних людських суспільств. Тим самим Даймонд спростовує расистські твердження про те, що нерівність у розвитку різних регіонів світу є наслідком розумової відсталості одних та вищості ментального потенціалу інших народів.
Основне завдання, яке він ставить перед собою, — пояснити, чому євразійська цивілізація в цілому вижила й завоювала інші, не вдаючись до аргументу, що своєю гегемонією у світі євразійці завдячують якій-небудь своїй інтелектуальній, генетичній або моральній вищості. Він стверджує, що нерівності людських суспільств у могутності та технологічному розвитку не відображають якихось культурних або расових відмінностей, а радше походять із екологічних відмінностей, які суттєво підсилювалися різноманітними циклами позитивного зворотного зв'язку. Він перелічує головні процеси й чинники цивілізаційного розвитку, що були присутні й діяли у Євразії від зародження людського виду в Африці до розквіту рільництва і технології.
У одній із останніх книг — «Колапс: Як суспільства вибирають між виживанням і гибеллю» (англ. Collapse: How Societies Choose to Fail or Succeed, 2005) Даймонд розглянув широкий спектр цивілізацій і суспільств минулого, намагаючись з'ясувати, чому вони загинули в руїнах або вижили тільки в дуже підупалій формі. Його думка полягає в тому, що сучасні суспільства могли би отримати цінний урок на досвіді таких колапсів суспільств минулого. Як і в «Зброї, мікробах і харчі», він спростовує етноцентричні пояснення розглянутих колапсів, а натомість зосереджує увагу на екологічних чинниках. Зокрема чимало місця він виділяє скандинавським поселенням у Ґренландії, які зникли, коли клімат став холоднішим, тоді як сусідня культура інуїтів процвітала.

## Особисте життя
Даймонд одружений з Марі Коен, онукою польського політика Едварда Вернера. Вони мають синів-близнюків 1987 року народження.
Попри те, що Даймонд є непрактикуючим євреєм і описує релігію як ірраціональну, він і його дружина відвідують святкові служби.

## Книги
- 1992 «Третій шимпанзе: Еволюція і майбутнє людської тварини» (англ. The Third Chimpanzee: The Evolution and Future of the Human Animal), ISBN 0-06-098403-1
- 1997 «Чому секс приносить задоволення: Еволюція людської сексуальності» (англ. Why is Sex Fun? The Evolution of Human Sexuality), ISBN 0-465-03127-7
- 1997 «Зброя, мікроби і харч: Витоки нерівностей між народами» (англ. Guns, Germs, and Steel: The Fates of Human Societies), W.W. Norton & Co. ISBN 0-393-06131-0
- 2001 «Птахи Північної Меланезії: Видове розмаїття, екологія та біогеографія» (англ. The Birds of Northern Melanesia: Speciation, Ecology, & Biogeography) (with Ernst Mayr), ISBN 0-19-514170-9
- 2003 «Путівник для читача по "Зброї, мікробів і харчу"» (англ. Guns, Germs, and Steel Reader's Companion), ISBN 1-58663-863-7.
- 2005 «Колапс: Як суспільства обирають між виживанням і гибеллю» (англ. Collapse: How Societies Choose to Fail or Succeed), New York: Viking Books. ISBN 1-58663-863-7.
- 2010: Natural Experiments of History, with James A. Robinson (ISBN 0-674-03557-7)
- 2012: The World until Yesterday: What Can We Learn from Traditional Societies? (ISBN 978-0141024486)
- 2015: The Third Chimpanzee for Young People: The Evolution and Future of the Human Animal (ISBN 9781609806118)
- 2019: Upheaval: How Nations Cope with Crisis and Change (ISBN 978-0316409131)